# Gossip Girl
Gossip Girl var en amerikansk TV-serie baserad på bokserien med samma namn, skriven av Cecily von Ziegesar. Serien skapades av Josh Schwartz och Stephanie Savage, och hade premiär på The CW den 19 september 2007. Seriens berättarröst utgörs av den allvetande bloggerskan "Gossip Girl", med röst av Kristen Bell, och kretsar kring privilegierade ungdomar på Manhattans Upper East Side i New York. Gossip Girl är en bloggare som avslöjar stora hemligheter från det sociala livet på Manhattans. Serien utspelar sig på Upper East Side men även till stor del i Brooklyn.
TV-serien har mottagit ett flertal nomineringar och vunnit 18 Teen Choice Awards. The CW meddelade officiellt att Gossip Girl skulle få en sjätte och sista säsong den 11 maj 2012. Den sista säsongen, som består av 10 avsnitt, hade premiär den 8 oktober 2012 och avslutades sent i december samma år.

## Rollista
| Leighton Meester      | – Blair Waldorf                       |
| Blake Lively          | – Serena van der Woodsen              |
| Chace Crawford        | – Nathaniel "Nate" Archibald          |
| Taylor Momsen         | – Jennifer "Jenny" Humphrey           |
| Penn Badgley          | – Daniel "Dan" Humphrey               |
| Connor Paolo          | – Eric van der Woodsen                |
| Ed Westwick           | – Charles "Chuck" Bass                |
| Jessica Szohr         | – Vanessa Abrams                      |
| Kelly Rutherford      | – Lily van der Woodsen, Serenas mamma |
| Matthew Settle        | – Rufus Humphrey                      |
| Margaret Colin        | – Eleanor Waldorf                     |
| Kristen Bell          | – Gossip Girl (röst)                  |
| Michelle Trachtenberg | – Georgina Sparks                     |